# Автошлях М 19

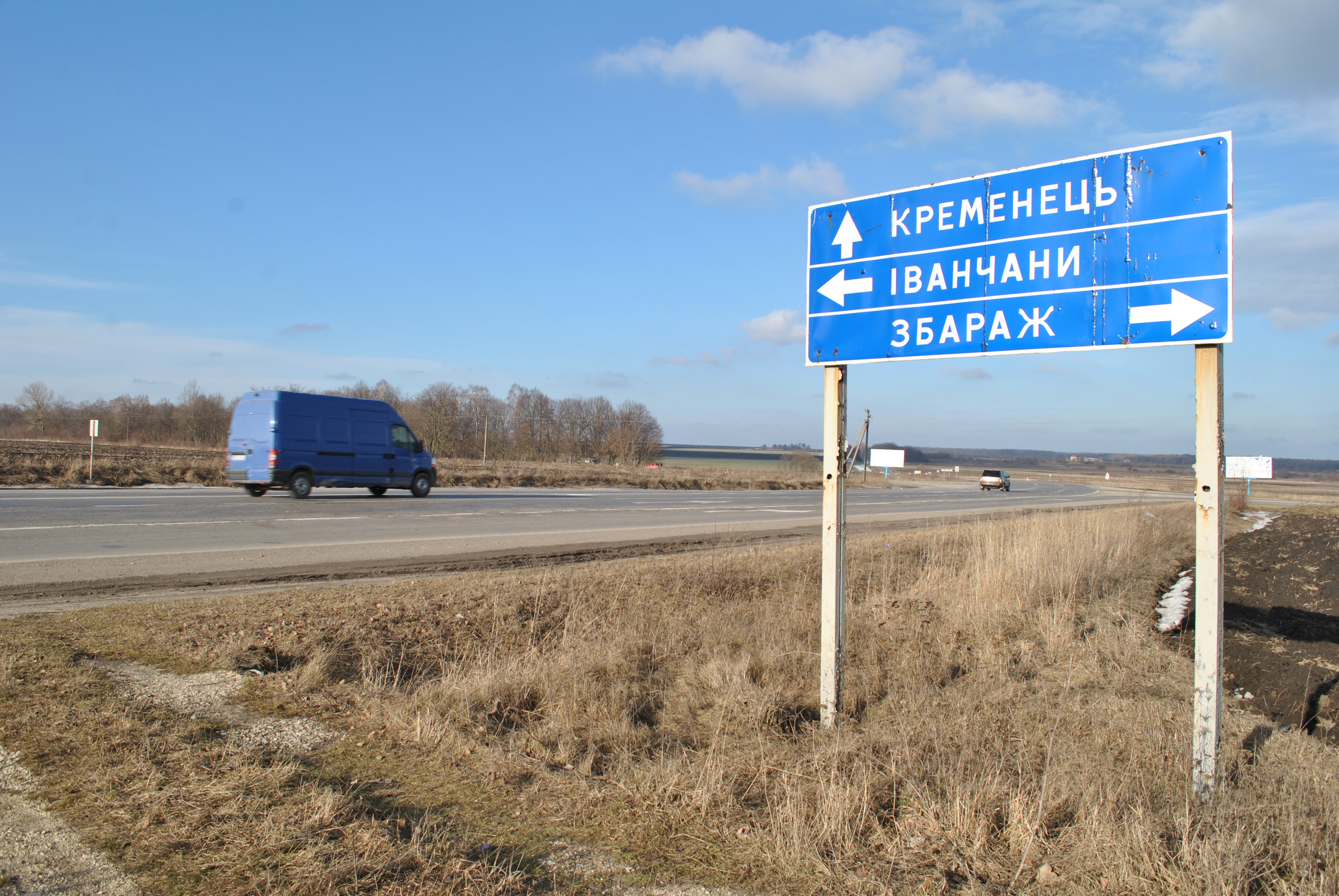
Автошлях М 19 біля Збаража Тернопільська область.

Автошлях М19 — автомобільний шлях міжнародного значення на території України, довжиною 530,2 км, пролягає від переходу Доманове (Волинська область) до автомобільного прикордонного переходу Порубне (Чернівецька область). На території України є частиною Європейського автомобільного маршруту E85.
Проходить через міста
- Волинської області: Ковель, Луцьк
- Рівненської області: Дубно
- Тернопільської області: Кременець, Вишнівець, Тернопіль, Теребовля, Копичинці, Чортків, Заліщики
- Чернівецької області: Кіцмань, Чернівці

## Загальна довжина
Доманове (на м.Брест) — Ковель — Чернівці — Тереблече (на м.Бухарест) — 530,2 км.
Під'їзди:
Південний під'їзд до м. Чернівців — 9,1 км.
Північний під'їзд до м. Луцька — 5,2 км.
Разом — 544,5 км.

## Маршрут
Автошлях проходить через такі міста:
| Автошлях М 19                     | |
| Волинська область                 | |
| Ковельський район                 | |
| КПП «Доманове»                    | М12 Кордон з Білоруссю Берестя Т 0304                                                                                               |
| Гірники                           | |
| Ратне                             | Т 0308 |
| Замшани                           | |
| Буцинь                            | |
|                                   | Т 0310 |
| Секунь                            | |
| Дубове                            | |
| Ковель                            | Брестська вулиця, вулиця Ярослава Мудрого, вулиця Тимошенка, вулиця Олега Ольжича, вулиця Луцька Т 0311                             |
|                                   | М07 |
| Ковельський район                 | |
| Колодяжне                         | |
|                                   | Т 0311 |
| Воля-Любитівська                  | |
| Голоби                            | |
| Свидники                          | |
| Луцький район                     | |
| Переспа                           | |
| Козин                             | |
| Кременець                         | Т 0309 |
| Копачівка                         | Т 1802 |
| Сирники                           | |
| Княгининок                        | М19 (північний під'їзд до м. Луцька)                                                                                                |
| Північний під'їзд до м. Луцька    | |
| Милуші                            | |
| Зміїнець                          | |
| Луцьк                             | |
| Луцький район                     | |
| Жидичин                           | |
| Озерце                            | |
| Озерце                            | |
|                                   | Р14 |
| Прилуцьке                         | |
| Липини                            | |
| Струмівка                         | Н22 |
| Підгайці                          | |
| Рівненська область                | |
| Дубенський район                  | |
| Велика Городниця                  | Т 1813 |
| Новоукраїнка                      | |
| Брищі                             | |
| Маслянка                          | |
| Ужинець                           | Т 1806 |
| Підгайці                          | |
| Зелене                            | |
|                                   | М06 |
| Панталія                          | |
| Дубно                             | Вулиця Шевченка, вулиця Замкова, вулиця Сурмичі, вулиця Грушевського, вулиця Залізнична, вулиця Кременецька вулиця Заводська Т 1801 |
| Дитиничі                          | |
| Бірки                             | |
| Судобичі                          | |
| Стара Миколаївка                  | Т 1822 |
| Шепетин                           | |
| Тернопільська область             | |
| Кременецький район                | |
| Білокриниця                       | |
| Кременець                         | Н02Р26 |
| Горинка                           | |
| Великий Кунинець                  | |
| Вишнівець                         | Т 2009 |
| Старий Вишнівець                  | |
| Тернопільський район              | |
| Заруддя                           | |
| Колодне                           | |
|                                   | Р43 |
| Тернопіль                         | Вулиця 15 Квітня, вулиця Протасевича, вулиця Об'їзна, вулиця Микулинецька Р41М30                                                    |
| Тернопільський район              | |
| Велика Березовиця                 | |
|                                   | Т 2020 |
| Дружба                            | Н18 |
| Кровинка                          | |
| Теребовля                         | Вулиця Князя Василька Т 0903 |
| Плебанівка                        | |
| Мшанець                           | |
| Чортківський район                | |
| Сухостав                          | Т 2017 |
| Яблунів                           | |
| Копичинці                         | Т 2011 |
| Оришківці                         | |
| Вигода                            | |
| Чортків                           | Т 2001 |
| Угринь                            | |
| Ягільниця                         | |
| Нагірянка                         | |
| Мухавка                           | |
| Свидова (село)                    | |
| Товсте (смт)                      | Р24Т 2016 |
|                                   | Т 2015 |
| Заліщики                          | |
| Чернівецька область               | |
| Чернівецький район                | |
| Хрещатик                          | |
| Звенячин                          | |
|                                   | Т 2602 |
| Яблунівка                         | |
| Кіцмань                           | Т 2607 |
| Лашківка                          | |
| Мамаївці                          | Н10 |
| Чернівці                          | Вулиця Галицький шлях, вулиця Хотинська, вулиця Дениса Лук'яновича Т 2603Н10                                                        |
| Остриця                           | Т 2604 |
| Коровія                           | М19 (південий під'їзд до м. Чернівців)                                                                                              |
| Південний під'їзд до м. Чернівців | |
| Чагор                             | |
| Чернівці                          | |
| Грушівка                          | |
| Тарашани                          | Т 2605 |
| Опришени                          | Т 2607 |
| Стерче                            | |
| КПП «Порубне»                     | DN2 Кордон з Румунією Бухарест |

## У мистецтві
Автошлях частково зафіксований у відеокліпі «Руїна» гурту «Скрябін».